# 斯帕克斯 (內布拉斯加州)
斯帕克斯（英語：Sparks）是位於美國內布拉斯加州切里縣的非建制地區。

## 歷史
斯帕克斯的郵局自1888年營運至今。

## 地理
斯帕克斯所處的海拔為高於海平面793米（即2602英呎），而該地所採用的時區為UTC-6，即北美中部时区（CST）。同時該地設有夏令時間，為UTC-6調快一小時，即UTC-5（CDT）。